# Naturschutzgebiet Butterfeld

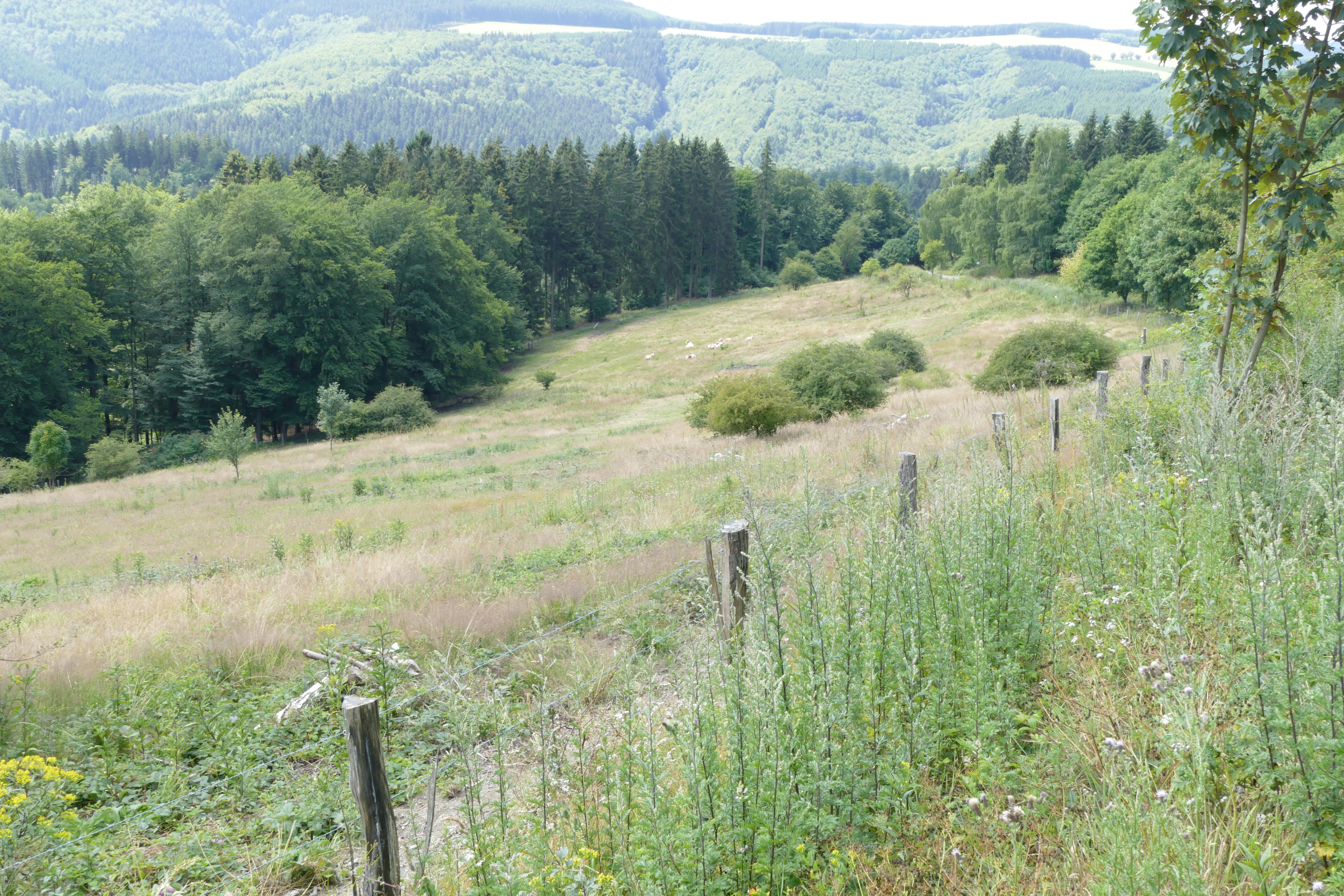
Naturschutzgebiet Butterfeld

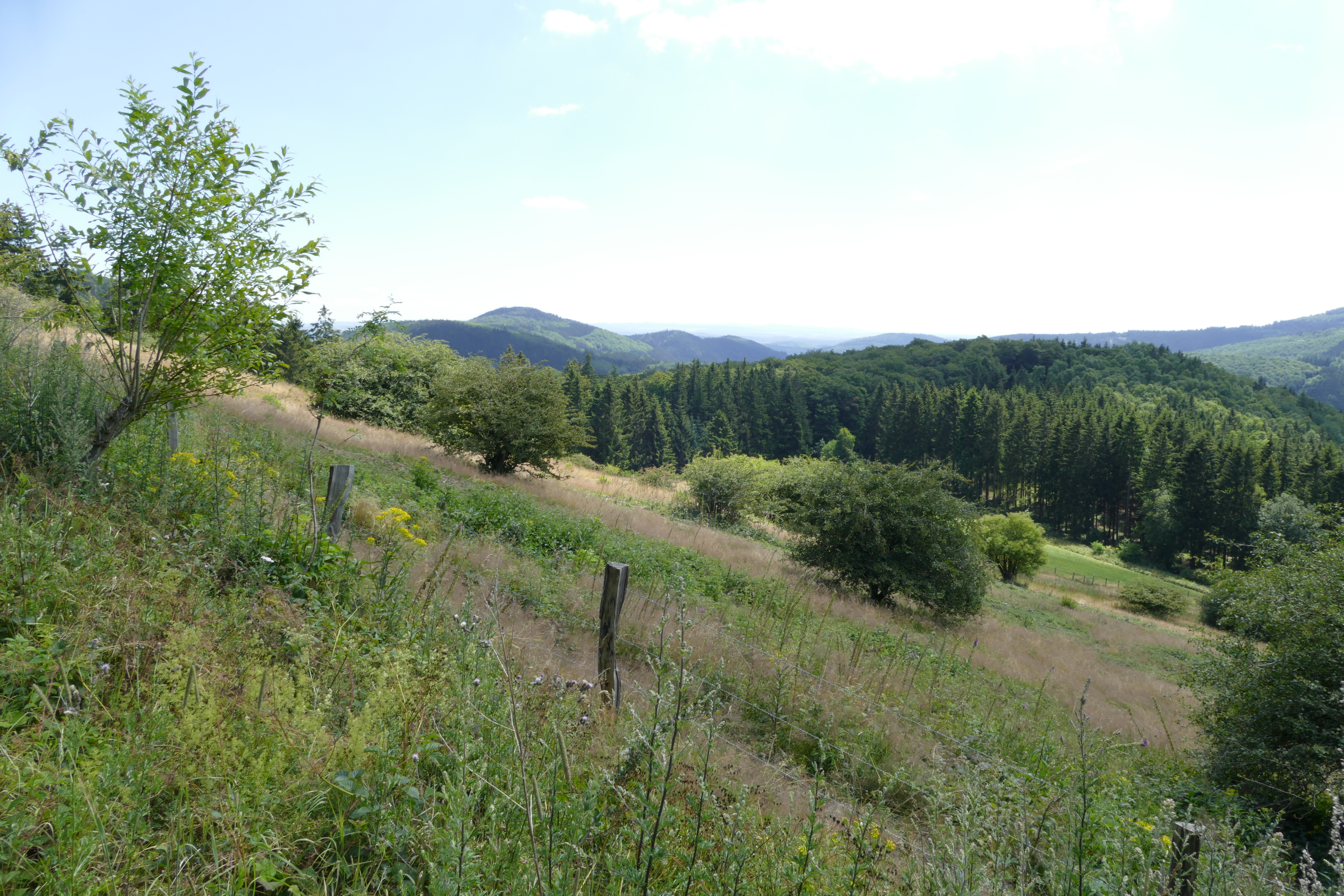
Hangbereich

Das Naturschutzgebiet Butterfeld ist ein 5,66 ha großes Naturschutzgebiet (NSG) südöstlich von Elkeringhausen im Stadtgebiet von Winterberg. Das Gebiet wurde 2008 mit dem Landschaftsplan Winterberg durch den Hochsauerlandkreis als (NSG) ausgewiesen.

## Beschreibung
Das NSG umfasst den südlichen Teil einer brachgefallenen ehemaligen Waldweidefläche an einem südexponierten Hang des Glindfelder Forstes. Das Gebiet wurde bis in die 1980er Jahre als Weidefläche genutzt. Die Fläche ist hauptsächlich mit Ginster und vereinzelten Büschen anderen Arten bewachsen. Laut NSG-Ausweisung ist geplant, große Teile des NSG wieder zu beweiden.
Im Gebiet liegen artenreiche Straußgrasrasen mit zumeist lockerer bis dichter Verbuschung. Örtlich sind Entwicklungspotentiale zu den Borstgrasrasen hin erkennbar.
Das LANUV schreibt zum Wert des Schutzgebietes: „Besonders hervorzuheben ist am östlichen Gebietsrand ein drahtschmielenreicher Borstgrasrasen mit lokalen Übergängen zur Blaubeer-Bergheide. Neben seiner kulturhistorischen Bedeutung als alte Rodungsinsel (Wüstung Westfeld) weist das Gebiet gute Entwicklungspotentiale zu landesweit im Rückgang befindlichen Magergrünland- und Magerrasenbiotopen auf. Das Butterfeld ist bei entsprechender Bewirtschaftung ein regional bedeutsamer Bestandteil im Verbund von Magergrünlandbiotopen im Hochsauerland.“